# Marianín
Mariano Arias Chamorro, noto come Marianín (Fabero, 18 maggio 1946), è un ex calciatore spagnolo, di ruolo attaccante.

## Carriera
Fu Pichichi nella Liga 1972-1973.

## Palmarès

### Club

#### Competizioni nazionali
- Segunda División (Spagna): 1

Real Oviedo: 1974-1975